# Хонги Хика
Хонги Хика (ок. 1772 — 6 марта 1828) — новозеландский рангатира (вождь) маори и военный вождь племени (иви) Нгапухи.
Хонги Хика был одним из первых лидеров маори, который понял преимущества европейских мушкетов в войне, и он использовал европейское оружие, чтобы захватить большую часть Северной Новой Зеландии в начале Мушкетных войн. Он поощрял поселение пакеха (европейцев), строил взаимовыгодные отношения с первыми новозеландскими миссионерами, знакомил маори с западным сельским хозяйством. Он отправился в Англию и встретился с королем Георгом IV. Его военные кампании, наряду с другими мушкетными войнами, были одним из самых важных мотивов для британской аннексии Новой Зеландии и последующего договора Вайтанги с Нгапухи и многими другими маорийскими племенами. Он был ключевой фигурой в период, когда история маори вышла из мифа и устной традиции, а пакеха начали оседать в Новой Зеландии.

## Ранняя жизнь и кампании: 1772—1814
Хонги Хика родился близ Кайкохе в могущественной семье Те Ури о Хуа хапу Нгапухи . Его матерью была Тухикура, женщина из племени Нгати Рехиа. Она была второй женой его отца Те Хотете, сына Аухи, который вместе со своим братом Вакаарией расширил территорию Нгапухи от района Кайкохе до района залива Бей-оф-Айлендс. Позже Хонги сказал, что он родился в тот год, когда исследователь Марк Жозеф Марион-Дюфрен был убит маори (в 1772 году), и теперь это принято считать годом его рождения, хотя некоторые более ранние источники относят его рождение к 1780 году.
Хонги Хика получил известность как военачальник в кампании Нгапухи, возглавляемой Покайей (? — 1807), дядей Хоне Хеке, против Те Ророа хапу племени Нгати-фатуа в 1806—1808 годах. За более чем 150 лет, прошедших с тех пор, как маори впервые вступили в спорадические контакты с европейцами, огнестрельное оружие не получило широкого распространения. Нгапухи сражались с небольшим числом из них в 1808 году, и Хонги присутствовал позже в том же году при первом случае, когда мушкеты были использованы маори в бою. Это было в битве при Моремонуи, в которой нгапухи потерпели поражение. Среди убитых были двое братьев Хонги и его дядя Покайя. Сам Хонги Хика и другие выжившие спаслись, только спрятавшись в болоте, пока нгати-фатуа не прекратил погоню, чтобы не спровоцировать уту.
После смерти Покайи Хонги Хика одним из лидеров племени Нгапухи. Среди его воинов были Те Руки Кавити, Матарория, Мока Те Каинга-матаа, Рева, Руатара, Параоа, Мотити, Хева и Маханга. В 1812 году Хонги повел большой тауа (военный отряд) на Хокиангу против племени Нгати-поу. Несмотря на поражение Нгапухи при Моремонуи, он признал потенциальную ценность мушкетов в войне, если они использовались тактически и воинами с надлежащей подготовкой.

## Контакт с европейцами и путешествие в Австралию: 1814—1819

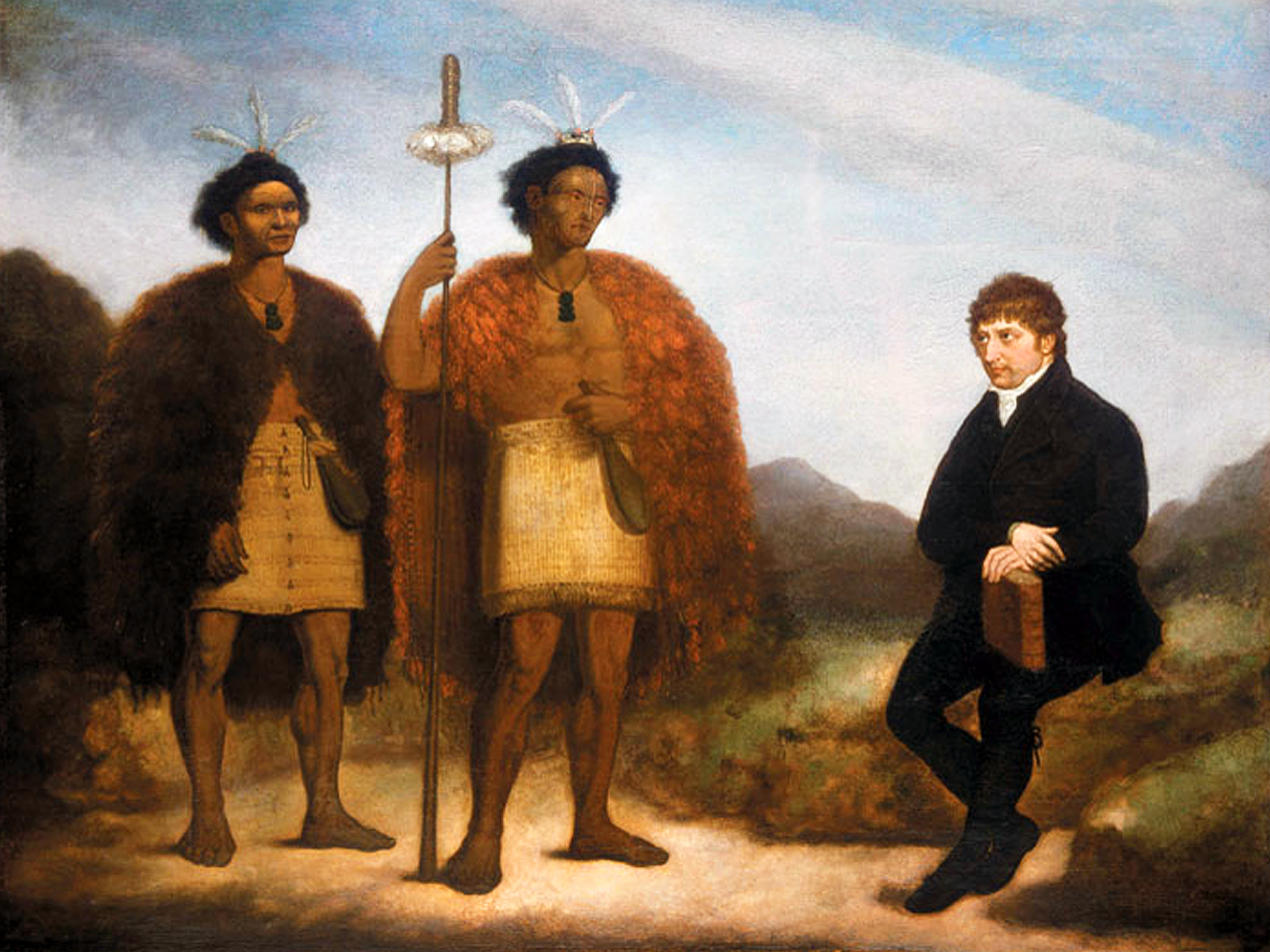
Вожди Хонги Хика (в центре) и Вайкато встречаются с миссионером Томасом Кендаллом

Нгапухи контролировали залива Бей-оф-Айлендс, первый пункт контакта для большинства европейцев, посетивших Новую Зеландию в начале XIX века. Хонги Хика защищал первых миссионеров, европейских моряков и поселенцев, доказывая преимущества торговли. Он подружился с Томасом Кендаллом (1778—1832), одним из трех мирских проповедников, посланных церковным миссионерским обществом для установления христианства в Новой Зеландии. Кендалл писал, что, когда он впервые встретил Хонги в 1814 году, у него уже было десять собственных мушкетов, и сказал, что обращение с Хонги «делает ему большую честь, так как у него не было человека, который мог бы проинструктировать его». Как и другие европейцы, встречавшиеся с Хонги, Кендалл отмечал, что был поражен мягкостью его манер, обаянием и мягким нравом. В письменных источниках ранние европейские поселенцы часто называли его «Шунги».
Старший сводный брат Хонги, Каингароа, был видным вождем, и его смерть в 1815 году привела к тому, что Хонги стал арики (старшим вождем) племени Нгапухи. Примерно в это же время Хонги женился на Турикатуку (? — 1827), которая была важным военным советником для него, хотя она ослепла в начале их брака. Позже он взял ее младшую сестру Тангиваре в качестве второй жены. Обе родили от него, по крайней мере одного сына, и дочь. Турикатуку была его любимой женой, и он никогда не путешествовал и не сражался без нее. Первые миссионерские посетители в 1814 году стали свидетелями ее преданности ему.
В 1814 году Хонги Хика и его племянник Руатара (1787—1815) посетили Сидней вместе с Кендаллом и встретились с местным главой церковного миссионерского общества Сэмюэлем Марсденом. Позже Марсден описывал Хонги как «очень красивого человека … необычайно мягкого в манерах и очень вежливого». Руатара и Хонги пригласили Марсдена основать первую англиканскую миссию в Новой Зеландии на территории Нгапухи. Руатара умер в следующем году, оставив Хонги в качестве защитника миссии в заливе Рангихуа. Другие миссии также были созданы под его защитой в Керикери и Ваймате на Севере. Находясь в Австралии, Хонги Хика изучал европейскую военную и сельскохозяйственную технику, закупал мушкеты и боеприпасы.
В результате защиты Хонги Хики количество кораблей увеличивалось, и его возможности для торговли возросли. Он больше всего стремился обменять мушкеты, но миссионеры (особенно Марсден) часто не хотели этого делать. Это вызывало трения, но он продолжал их защищать на том основании, что было важнее сохранить безопасную гавань в заливе Бей-оф-Айлендс. Он мог продавать железные сельскохозяйственные орудия для повышения производительности и выращивания сельскохозяйственных культур с помощью рабского труда, которые можно было успешно обменять на мушкеты. В 1817 году Хонги возглавил военный отряд в Темсе, где он напал на крепость Нгати-мару в Те Тотара, убив 60 и взяв 2 тыысячи пленников. В 1818 году Хонги возглавил один из двух военных отрядов (тауа) нгапухи в военной экспедиции против племен Нгати-поруи и Нгаитеранги на Восточном мысе и в заливе Изобилия. Около пятидесяти деревень были разрушены, и тауа вернулись в 1819 году с почти 2000 захваченных рабов.
Хонги Хика поощрял и помогал первым христианским миссиям в Новой Зеландии, но никогда не обращался в христианство. 4 июля 1819 года он подарил 13 000 акров земли в Керикери церковному миссионерскому обществу в обмен на 48 топоров, земли, которая стала известна как равнины Общества. Он лично помогал миссионерам в разработке письменной формы языка маори. Хонги был не единственным, кто рассматривал отношения с миссионерами как торговые и личные интересы; действительно, за десять лет практически ни один маори не обратился в христианство; крупномасштабное обращение северных маори произошло только после его смерти. Он защищал Томаса Кендалла, когда он оставил свою жену, женившись на жене маори и участвуя в религиозных церемониях маори. Позже, рассерженный учениями о смирении и ненасилии, он описал христианство как религию, пригодную только для рабов.

## Путешествие в Англию и последующая война: 1820—1825
В 1820 году Хонги Хика, его племянник Вайкато и Кендалл отправились в Англию на борту китобойного судна New Zealander. Он провел пять месяцев в Лондоне и Кембридже, где его лицевые татуировки моко сделали его чем-то вроде сенсации. Во время путешествия он встретил короля Георга IV, который подарил ему доспехи. Позже он носил его в бою в Новой Зеландии, вызывая ужас среди своих противников. В Англии он продолжил свою лингвистическую работу, помогая профессору Сэмюэлю Ли, который писал первый маори-английский словарь, грамматику и словарь языка Новой Зеландии. Письменность маори сохраняет северный диалект и по сей день; например, звук, обычно произносимый «f» на маори, пишется «wh» из-за мягкого придыхательного северного диалекта Хонги Хика.
Хонги Хика вернулся в залив Бей-оф-Айлендс 4 июля 1821 года. Он путешествовал вместе с Вайкато и Кендаллом на борту «Speke», который перевозил осужденных в Новый Южный Уэльс, а оттуда на «Westmoreland». Сообщалось, что он обменял многие из подарков, полученных им в Англии, на мушкеты в Новом Южном Уэльсе, к ужасу миссионеров, и взял несколько сотен мушкетов. Мушкеты были заказаны бароном Шарлем де Тьерри, с которым Хонги познакомился в Кембридже, Англия. Де Тьерри обменял мушкеты на землю в Хокианге, хотя позже претензии Де Тьерри на эту землю были оспорены. Хонги Хика смог взять оружие, не заплатив за него. Он также получил большое количество пороха, патронов для пуль, мечей и кинжалов.
Используя оружие, которое он получил в Австралии, в течение нескольких месяцев после своего возвращения Хонги Хика возглавил отряд из примерно 2000 воинов (из которых более 1000 были вооружены мушкетами) против войск вождя Нгати-паоа, Те Хинаки, на реке Тамаки (ныне Панмуре). Эта битва привела к гибели Хинаки и сотен, если не тысяч, мужчин, женщин и детей племени Нгати-паоа. Это сражение было местью за предыдущее поражение примерно в 1795 году, в котором Нгапухи понес тяжелые потери. Смерть в этом единственном действии во время межплеменных мушкетных войн, возможно, превзошла все смерти за 25 лет более поздних Новозеландских войн. Он носил доспехи, подаренные королем Георгом VI во время этой битвы; они спасли ему жизнь, что привело к слухам о его непобедимости. Затем Хонги Хика и его воины двинулись вниз, чтобы напасть на Нгати-мару, на которую он ранее напал в 1817 году. Хонги и его воины притворились, что заинтересованы в мирной сделке, а затем напали ночью, когда стража Нгати-мару была убита. Сотни были убиты, а гораздо большее число, до 2000 человек, было захвачено в плен и вывезено обратно в Залив островов в качестве рабов. Опять же, это сражение было местью за предыдущее поражение до эпохи мушкетов, в 1793 году.
В начале 1822 года Хонги Хика повел свои войска вверх по реке Вайкато, где после первоначального успеха потерпел поражение от Те Фероферо, прежде чем одержать еще одну победу при Оронгокоэкоэа. В 1823 году он заключил мир с племенем Вайкато и вторгся на территорию Те Арава в Роторуа, поднявшись вверх по реке Понгакава и перенеся их вака (каждая весом от 10 до 25 тонн) по суше в озеро Ротоэху и озеро Ротоити.
В 1824 году Хонги Хика снова напал на племя Нгати-фатуа, потеряв 70 человек, включая своего старшего сына Харе Хонги, в битве при Те Ика а Рангануи. По некоторым данным, Нгати-фатуа потерял 1000 человек, хотя сам Хонги Хика, преуменьшая значение трагедии, назвал цифру 100. В любом случае поражение стало катастрофой для Нгати-фатуа; выжившие отступили на юг. Они оставили после себя плодородный регион Тамаки Макаурау (Оклендский перешеек) с его обширными естественными гаванями в Вайтемате и Манукау; земля, которая принадлежала Нгати-фатуа с тех пор, как они завоевали ее более ста лет назад. Хонги Хика оставил Тамаки Макаурау почти необитаемым, превратив его в южную буферную зону. Пятнадцать лет спустя, когда первый британский губернатор Уильям Хобсон пожелал избавить свою молодую колониальную администрацию от влияния поселенцев и нгапухи в Заливе островов, он смог купить эту землю по дешевке у Нгати-фатуа, чтобы построить Окленд, поселение, которое стал главным городом Новой Зеландии. В 1825 году Хонги Хика отомстил за более раннее поражение Мормонуи в битве при Те Ика-а-Рангануи, хотя обе стороны понесли тяжелые потери.

## Последние годы и смерть: 1826—1828
В 1826 году Хонги Хика переехал из Ваймате, чтобы завоевать Вангароа, где он основал новое поселение. Частично это должно было наказать Нгати-уру и Нгати-поу за преследование европейцев в Уэслидейле, уэслианской миссии в Каео. 10 января 1827 года группа его воинов без его ведома разграбила Уэслидейл, уэслианскую миссию в Каео, и она была заброшена.
В январе 1827 года Хонги Хика был ранен в грудь воином Маратеей во время незначительного сражения на Хокианге. По возвращении в Фангароа через несколько дней он обнаружил, что его жена Турикатуку умерла. Хонги задержался на 14 месяцев, и временами считалось, что он сможет пережить травму; он продолжал строить планы, приглашая миссионеров остаться в Вангароа, планируя экспедицию в Вайкато и замышляя захватить якорную стоянку в Корорареке (Рассел). Он пригласил окружающих послушать, как ветер свистит в его легких, и некоторые утверждали, что могли видеть его насквозь. Он умер от инфекции 6 марта 1828 года в Вангароа. У него остались пятеро детей, и его последнее захоронение было строго охраняемым секретом.
Смерть Хонги Хика стала поворотным моментом в обществе маори. В отличие от традиционного поведения, которое последовало за смертью важного рангатира (вождя), соседние племена не совершили нападения с помощью муру (нападение в связи со смертью) Хонги Хика. Первоначально поселенцы, находившиеся под его защитой, опасались, что они могут подвергнуться нападению после его смерти, но из этого ничего не вышло. Однако уэслианская миссия в Вангароа была ликвидирована и перемещена в Мангунгу около Хореке.
Фредерик Эдвард Манинг, маори пакека, живший в Хокианге, написал почти одновременный рассказ о Хонги Хике в книге «История войны на севере Новой Зеландии против вождя Хеке». В его рассказе говорится, что Хонги предупредил на смертном одре, что если солдаты «в красных мундирах» высадятся в Аотеароа, «когда вы увидите, как они будут вести войну против них». Джеймс Стэк, уэслианский миссионер в Фангароа, записал разговор с Эруэрой Майхи Патуоне 12 марта 1828 года, в котором говорилось, что Хонги Хика призывал своих последователей выступать против любой силы, которая нападет на них, и что его предсмертные слова были: «В какой четверти приходят твои враги, пусть их число будет как никогда велико, если они придут туда голодные по тебе, kia toa, kia toa — будь храбрым, будь храбрым! Так вы отомстите за мою смерть, и только так я хочу отомстить».

## Наследие
Хонги Хика помнят как воина и лидера во время Мушкетных войн. Некоторые историки приписали военных успехов Хонги Хики приобретению им мушкетов, сравнивая его военные навыки с другими крупными военными лидерами маори того периода (Те Раупараха и др.), в то время как другие сказали, надо отдать ему должное за то, что талантливый генерал. В любом случае, он предусмотрительно обзавестись европейским оружием и развиваться поселения маори и тактику ведения войны. Это стало неприятным сюрпризом для британских и колониальных войск в последующие годы во время восстания Хоне Хеке в 1845—1846 годах. Значение Хонги Хика заключается не только в его кампаниях и социальных потрясениях, которые они вызвали, но и в его поощрении ранних европейских поселений, сельскохозяйственных улучшений и развития письменной версии языка маори.
Хотя население маори всегда было в какой-то степени мобильным перед лицом завоеваний, действия Хонги Хика изменили баланс сил не только в Вайтемате, но и в Бухте Изобилия, Тауранге, Короманделе, Роторуа и Вайкато в беспрецедентной степени и вызвали значительное перераспределение населения. Другие северные племена вооружались мушкетами для самообороны, а затем использовали их для нападения и захвата тех, кто находился на юге. Хотя Хонги обычно не занимал завоеванную территорию, его кампании и кампании других воинов-мушкетеров вызвали серию миграций, претензий и встречных претензий, которые в конце 20-го века добавились к спорам о продаже земли в трибунале Вайтанги, не в последнюю очередь оккупация Нгати-фатуа Бастион-Пойнта в 1977—1978 годах.
Хонги Хика никогда не пытался установить какую-либо форму долгосрочного правления над иви, которую он завоевал, и чаще всего не пытался постоянно оккупировать территорию. Вполне вероятно, что его цели были оппортунистическими, основанными на увеличении маны маори, выделяемой великим воинам. Говорят, что во время своего визита в Англию он заявил: «В Англии есть только один король, в Новой Зеландии будет только один король», но если у него и были амбиции стать королем маори, то они никогда не были реализованы. В 1828 году маори не имели национальной идентичности, считая себя принадлежащими к отдельным племенам (иви). Прошло 30 лет, прежде чем племена Вайкато избрали короля маори. Этим королем был Те Фероферо (1800—1860), человек, который построил свою ману, защищая Вайкато от Хонги Хики в 1820-х годах.
Его второй сын, Харе Хонги Хика (взявший фамилию своего старшего брата после смерти последнего в 1825 году), в 1835 году подписал Декларацию независимости Новой Зеландии. Он стал видным лидером после смерти своего отца и был одним из шести рангатира, подписавших декларацию, написав свое имя, а не сделав тоху (отметку). Позже он стал заметной фигурой в борьбе маори за суверенитет в девятнадцатом веке и сыграл важную роль в открытии Те Тии Вайтанги Марае в 1881 году. Он умер в 1885 году, в возрасте около семидесяти лет. Дочь Хонги Хики Хариата (Харриет) Ронго вышла замуж за Хоне Хеке в часовне Керикери 30 марта 1837 года. Она унаследовала уверенность и напористость своего отца и привнесла в их отношения свою собственную ману. Она прожила несколько лет в семье Шарлотты Кемп и ее мужа, миссионера Джеймса Кемпа.
Хонги Хика изображен ведущим военную партию против Te Arawa iwi в музыкальном клипе 2018 года на песню новозеландской трэш-метал-группы Alien Weapons «Kai Tangata».